# Pilsen 10
Pilsen 10, ook bekend onder de naam Lhota (soms ter onderscheiding van andere plaatsen met dezelfde naam: Lhota u Dobřan), is een van de tien stadsdistricten van de Tsjechische stad Pilsen. Het district bestaat enkel uit het stadsdeel Lhota. Pilsen 10 grenst in het noorden aan het centrale district Pilsen 3, in het oosten aan Pilsen 6 en in het zuiden en westen aan de gemeenten Nová Ves en Dobřany. Door het oosten van het district stroomt de rivier de Radbuza.
De burgemeester (starosta) van het 712 inwoners tellende district heet Jiří Schoř. De oppervlakte van Lhota bedraagt 3,89 vierkante kilometer, waarmee het het kleinste van de tien districten is.

## Geschiedenis
- 2003 – De gemeente Lhota wordt geannexeerd door de statutaire stad Pilsen.[1]